# Une Belle course
Une Belle course (bra: Conduzindo Madeleine) é um filme de 2022 dirigido por Christian Carion. No Brasil, foi lançado pela California Filmes nos cinemas em 2 de maio de 2024, antes do lançamento, foi apresentado no Festival Varilux 2023, sendo o título mais assistido da edição.

## Sinopse
Madeleine, uma senhora de 92 anos que vive em Paris, irá agora viver num lar de idosos. Para chegar lá, ela chama um táxi. É Charles, um motorista um tanto desiludido , quem pega a carona. Mas antes de ir para a casa de repouso, Madeleine quer conhecer pela última vez os lugares que marcaram a sua vida.

## Elenco
- Dany Boon : Charles
- Line Renaud : Madeleine
- Alice Isaaz : Madeleine, jovem
- Jérémie Laheurte : Ray
- Julie Delarme : Karine
- Gwendoline Hamon : Denise
- Elie Kaempfen : Matt
- Thomas Alden : Mathieu
- Hadriel Roure : Mathieu, jovem
- Jacques Courtès : Daniel
- Carl Laforêt
- Christophe Rossignon

## Recepção
Na França, o filme tem uma nota média de 3,1/5 no agregador do AlloCiné, calculada a partir de 16 resenhas da imprensa.